# DZIDZIO Перший раз
«DZIDZIO Перший Раз» — українська кінокомедія 2018 року.

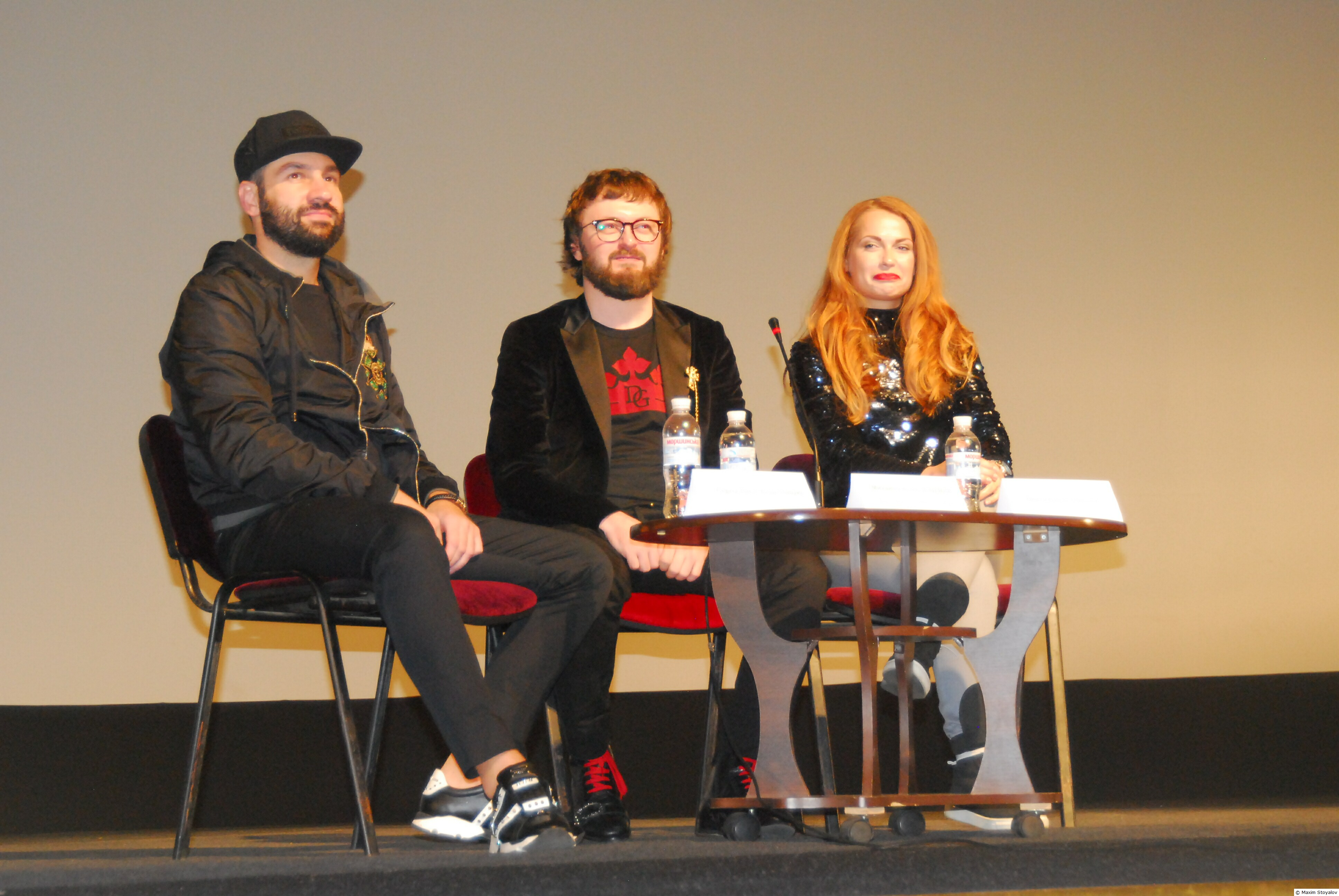
Презентація фільму DZIDZIO Перший раз

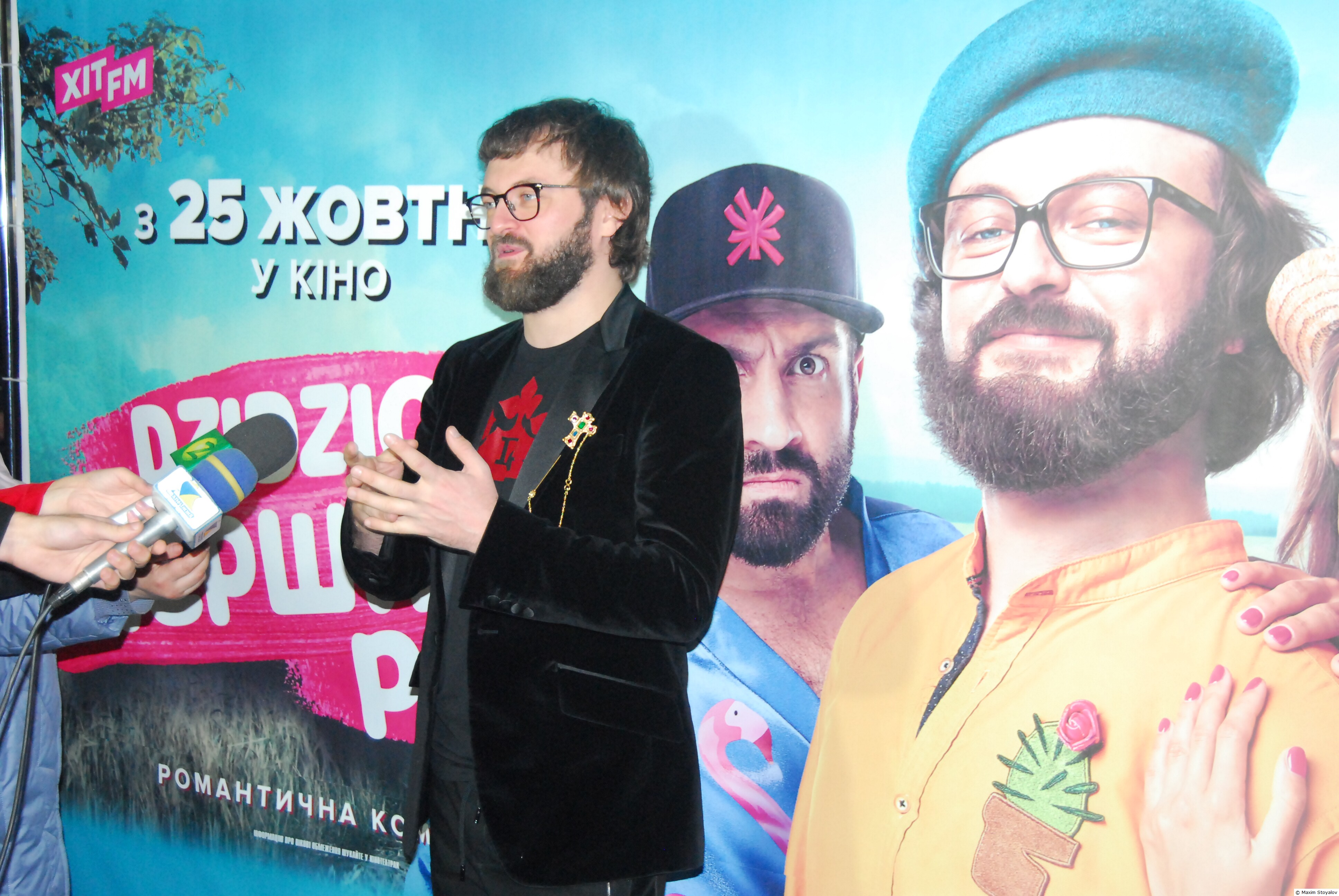
Презентація фільму DZIDZIO Перший раз

Вперше фільм продемонстрували 25 жовтня 2018 року у широкому кінопрокаті в Україні.

## Синопсис
У фільмі «DZIDZIO Перший Раз» головний герой Дзідзьо, в душі — великий артист і наївна дитина, все своє життя приховує один малесенький секрет, який переростає у величезну проблему. Цього разу ні найкраща мама, ні його крутий друг не зможуть йому допомогти. Бо таку делікатну справу Дзідзьо має вирішити вперше і дуже обережно.

## У ролях
| Актор                 | Роль                                      |
| --------------------- | ----------------------------------------- |
| Михайло Хома          | Дзідзьо                                   |
| Сергій Либа           | Бодя Павук                                |
| Анна Тихомирова       | Квітка                                    |
| Ольга Кіяшко          | Леська                                    |
| Руслан Ніконенко      | Отець Іван                                |
| Володимир Карковський | Володька                                  |
| Василь Ващук          | Лікар Ігор Ігорович Зозуля                |
| Надія Кугай           | Медсестра Надія Олександрівна             |
| Галина Хома           | Мама Дзідзя                               |
| Юрій Рибачук          | Любомир                                   |
| Сергій Бачик          | Петро                                     |
| Альбіна Сотнікова     | Оксана                                    |
| Лариса Попенко        | Люба                                      |
| Мар'яна Ратич         | Свєтка                                    |
| Зоряна Дуда           | Мар'яна                                   |
| Ніна Набока           | Продавчиня молока                         |
| Діана Горда           | Продавчиня ковбаси                        |
| Олександр Охріцький   | Стьопа                                    |
| Тетяна Лавська        | Таксистка                                 |
| Світлана Долеско      | Мама Квітки і Боді Павука                 |
| Іван Либа             | Батько Квітки і Боді Павука               |
| Марина Андрієнко      | Жінка в автобусі з каченятами             |
| Анатолій Безух        | Чоловік в автобусі, депутат селищної ради |
| Назарій Гук           | Діджей Юлік                               |
| Оксана Коляденко      | Голос сусідки                             |

Діти Леськи

| Актор         | Роль  |
| ------------- | ----- |
| Андрій Линда  | Макс  |
| Роман Линда   | Коля  |
| Антоній Франц | Назар |

## Виробництво

### Кошторис
Спочатку кошторис фільму планувався на рівні 19,5 млн грн і з цією цифрою автори вийшли на 1-ший пітчинг патріотичного кіно Мінкульту. Але Міністерство культури відмовило у державній допомозі фільму, і тому довелося заощаджувати, коригуючи знімальний процес. Оновлений бюджет становить 12 млн грн, які вклали співпродюсери.

### Зйомки
Зйомки фільму тривали у липні 2018 року в Жидачівському районі, Львівської області. Багато сцен знімали у місті Ходорові та селі Молотів, Львівської області, зокрема на території старої вілли початку ХХ століття князя Євгеніуша Любомирського (нині Ходорівськоі міської лікарні, де народився Дзідзьо (Михайло Хома)). Також одним з місць зйомки став найстаріший цукровий завод у Ходорові, який у свій час був найбільшим у Галичині та ряд інших цікавих і ніби позачасових локацій.

## Реліз
26 квітня 2018 року на офіційних YouTube сторінках студії-виробника «Dzidziofilm» та компанії-дистриб'ютора B&H було оприлюднено першу відео-дражнилку Згодом 20 липня 2018 року у мережі з'явилася друга відео-дражнилка фільму.
Фільм вийшов в український широкий прокат 25 жовтня 2018 року.

## Нагороди та номінації
| Список нагород та номінацій | Список нагород та номінацій | Список нагород та номінацій | Список нагород та номінацій | Список нагород та номінацій | Список нагород та номінацій |
| Кінофестиваль/Кінопремія    | Рік                         | Категорія                   | Номінант(и)                 | Результат                   | Дж                          |
| --------------------------- | --------------------------- | --------------------------- | --------------------------- | --------------------------- | --------------------------- |
| Премія «Золота дзиґа»       | 19.04.2019                  | Найкраща пісня              | «Моя любов» (Михайло Хома)  | Номінація                   | [ 12 ]                      |
| Премія «Золота дзиґа»       | 19.04.2019                  | Найкращий звукорежисер      | Сергій Степанський          | Перемога                    | [ 12 ]                      |
| Премія «Золота дзиґа»       | 19.04.2019                  | Премія глядацьких симпатій  | DZIDZIO Перший раз          | Перемога                    | [ 12 ]                      |